# Championnats d'Asie de karaté
Les Championnats d'Asie de karaté seniors sont une compétition continentale de karaté organisés tous les deux ans depuis 1966 par la Fédération asiatique de karaté-do.

## Éditions
| N°  | Date           | Ville hôte | Pays hôte           | Meilleure nation |
| --- | -------------- | ---------- | ------------------- | ---------------- |
| 1re | Novembre 1993  | Taipei     | Taïwan              | ?                |
| 2e  | Septembre 1995 | Manille    | Philippines         | ?                |
| 3e  | Janvier 1997   | Macao      | Macao               | ?                |
| 4e  | Décembre 1999  | Singapour  | Singapour           | Japon            |
| 5e  | Novembre 2001  | Genting    | Malaisie            | Japon            |
| 6e  | Février 2004   | Taoyuan    | Taïwan              | Japon            |
| 7e  | Mai 2005       | Macao      | Chine               | Japon            |
| 8e  | Août 2007      | Seremban   | Malaisie            | Japon            |
| 9e  | Septembre 2009 | Foshan     | Chine               | Japon            |
| 10e | Juillet 2011   | Quanzhou   | Chine               | Japon            |
| 11e | Juillet 2012   | Tachkent   | Ouzbékistan         | Japon            |
| 12e | Décembre 2013  | Dubaï      | Émirats arabes unis | Iran             |
| 13e | Septembre 2015 | Yokohama   | Japon               | Japon            |
| 14e | Juillet 2017   | Astana     | Kazakhstan          | Japon            |
| 15e | Juillet 2018   | Amman      | Jordanie            | Japon            |
| 16e | Juillet 2019   | Tachkent   | Ouzbékistan         | Japon            |
| 17e | Décembre 2021  | Almaty     | Kazakhstan          | Japon            |
| 18e | 2022           | Tachkent   | Ouzbékistan         |                  |